# Абдумаджидов, Гафур Абдумаджидович
Гафур Абдумаджидович Абдумаджидов (узб. Gafur Abdumajidov; 28 июня 1928, Самарканд — 28 марта 2013, Ташкент) — узбекский государственный деятель. Судья Конституционного Суда Республики Узбекистан. Доктор юридических наук, профессор. Заслуженный деятель науки Республики Узбекистан.

## Биография
Родился 28 июня 1928 года в Самарканде. В 1933 году переехал в Ташкент.
В 1945 году окончил Республиканскую юридическую школу Народного Комиссариата Юстиции Узбекской ССР. В период учёбы работал секретарём и судебным исполнителем районного суда.
В 1948 году окончил Ташкентский юридический институт.
В 1960 году окончил аспирантуру юридического факультета Ленинградского государственного университета.
В 1961 году защитил диссертацию на соискание ученой степени кандидата юридических наук по теме «Преступления, связанные с хлопководством, и их расследование».
В 1983 году в Институте государства и права АН СССР защитил диссертацию на соискание ученой степени доктора юридических наук по теме «Проблемы теории законодательного регулирования и практики расследования преступлений (по материалам Узбекской ССР)».
С 1948 года работал в органах прокуратуры Узбекской ССР: помощник прокурора (с 1948 года), следователь по особо важным делам при прокуроре Узбекской ССР (1951—1957). Расследовал более 100 уголовных дел в отношении известных в Узбекской ССР лиц.
В 1961—1966 годы работал в Институте философии и права Академии наук Узбекской ССР: старший научный сотрудник, заведующий сектором.
В 1974—1991 годы — начальник кафедры криминалистики Ташкентской высшей школы МВД СССР.
В 1991—1995 годы — заместитель начальника Академии внутренних дел Республики Узбекистан.
В 1995—2000 — судья Конституционного Суда Республики Узбекистан.
Затем – профессор на кафедре уголовно-процессуального права факультета «Право-3» Ташкентского государственного юридического института.
С 1985 года — профессор.

## Научные труды
- «Расследование преступлений. Процессуально-правовое исследование» (1986)[2].
- Комментарий к Закону УзССР "О государственном языке Узбекской ССР"  Ташкент : Узбекистан, 1991. — 38 с.; ISBN 5-640-01097-5[3].

## Награды и звания
- Медаль «Шухрат» (1995)
- Заслуженный деятель науки Узбекской ССР (1987)